# Klubowy Puchar Europy kobiet w szachach (2014)
2014 – dziewiętnasty sezon Klubowego Pucharu Europy kobiet w szachach. Rozgrywki odbyły się w Bilbao w dniach 14–20 września 2014 roku. Tytuł zdobyła gruzińska Nona Batumi.

## Format rozgrywek
Turniej odbywał się systemem każdy z każdym na dystansie siedmiu rund. W przypadku identycznej liczby punktów decydował system Sonneborna-Bergera, a przy dalszej równości – łączna liczba punktów uzyskanych przez zawodniczki.

## Uczestnicy
W nawiasie podano średni ranking Elo. Źródło: OlimpBase
- Nona Batumi (2491)
- Hapoel Riszon le-Cijjon (1806)
- Herzliya Chess Club (1986)
- CE Monte-Carlo (2568)
- SC 1957 Bad Königshofen (2390)
- Jugra Chanty-Mansyjsk (2429)
- Ładja Kazań (2441)
- SzSM Nasze Nasledije Moskwa (2498)

## Rozgrywki

### Runda 1
Źródło: OlimpBase
14 września 2014
| Nona Batumi – CE Monte-Carlo 2½:1½                        |
| Jugra Chanty-Mansyjsk – SzSM Nasze Nasledije Moskwa 1½:2½ |
| Hapoel Riszon le-Cijjon – SC 1957 Bad Königshofen ½:3½    |
| Ładja Kazań – Herzliya Chess Club ½:½                     |

### Runda 2
Źródło: OlimpBase
15 września 2014
| SzSM Nasze Nasledije Moskwa – CE Monte-Carlo 2½:1½  |
| SC 1957 Bad Königshofen – Nona Batumi 1½:2½         |
| Jugra Chanty-Mansyjsk – Ładja Kazań 2½:1½           |
| Herzliya Chess Club – Hapoel Riszon le-Cijjon 1½:2½ |

### Runda 3
Źródło: OlimpBase
16 września 2014
| CE Monte-Carlo – SC 1957 Bad Königshofen 2½:1½      |
| Ładja Kazań – SzSM Nasze Nasledije Moskwa 2½:1½     |
| Nona Batumi – Herzliya Chess Club 4:0               |
| Hapoel Riszon le-Cijjon – Jugra Chanty-Mansyjsk 0:4 |

### Runda 4
Źródło: OlimpBase
17 września 2014
| Jugra Chanty-Mansyjsk – Nona Batumi 1½:2½                 |
| SzSM Nasze Nasledije Moskwa – SC 1957 Bad Königshofen 2:2 |
| Herzliya Chess Club – CE Monte-Carlo 0:4                  |
| Ładja Kazań – Hapoel Riszon le-Cijjon 3½:½                |

### Runda 5
Źródło: OlimpBase
18 września 2014
| Nona Batumi – Ładja Kazań 2½:1½                           |
| CE Monte-Carlo – Jugra Chanty-Mansyjsk 3½:½               |
| Hapoel Riszon le-Cijjon – SzSM Nasze Nasledije Moskwa 0:4 |
| SC 1957 Bad Königshofen – Herzliya Chess Club 4:0         |

### Runda 6
Źródło: OlimpBase
19 września 2014
| Ładja Kazań – CE Monte-Carlo 1:3                      |
| Jugra Chanty-Mansyjsk – SC 1957 Bad Königshofen 3:1   |
| Hapoel Riszon le-Cijjon – Nona Batumi 0:4             |
| SzSM Nasze Nasledije Moskwa – Herzliya Chess Club ½:½ |

### Runda 7
Źródło: OlimpBase
20 września 2014
| Nona Batumi – SzSM Nasze Nasledije Moskwa 2½:1½ |
| SC 1957 Bad Königshofen – Ładja Kazań 2½:1½     |
| CE Monte-Carlo – Hapoel Riszon le-Cijjon 3:1    |
| Herzliya Chess Club – Jugra Chanty-Mansyjsk 0:4 |

## Klasyfikacja
Źródło: OlimpBase
| Msc | Zespół                      | M | W | R | P | Pkt |
| --- | --------------------------- | - | - | - | - | --- |
| 1   | Nona Batumi                 | 7 | 7 | 0 | 0 | 14  |
| 2   | CE Monte-Carlo              | 7 | 5 | 0 | 2 | 10  |
| 3   | SzSM Nasze Nasledije Moskwa | 7 | 4 | 1 | 2 | 9   |
| 4   | Jugra Chanty-Mansyjsk       | 7 | 4 | 0 | 3 | 8   |
| 5   | SC 1957 Bad Königshofen     | 7 | 3 | 1 | 3 | 7   |
| 6   | Ładja Kazań                 | 7 | 3 | 0 | 4 | 6   |
| 7   | Hapoel Riszon le-Cijjon     | 7 | 1 | 0 | 6 | 2   |
| 8   | Herzliya Chess Club         | 7 | 0 | 0 | 7 | 0   |